# Hubaysh (huyện)
Huyện Hubaysh là một huyện thuộc tỉnh Ibb, Yemen. Đến thời điểm năm 2003, huyện này có dân số 105998 người